# مرتضی عمومهدی
مرتضی عمومهدی سرتیپ دوم سپاه پاسداران انقلاب اسلامی است، که هم‌اکنون فرماندهی سپاه روح‌الله مرکزی را برعهده دارد.
وی از ۱۳۹۱ تا ۱۳۹۲ رئیس سازمان بسيج كارگری استان اصفهان بود، از ۱۳۹۲ تا ۱۳۹۶ به‌عنوان فرمانده بسيج ناحيه امام رضا اصفهان فعالیت می‌کرد و از ۱۳۹۶ تا ۱۳۹۹ فرماندهی سپاه شهرستان کاشان را برعهده داشت.
عمومهدی در فاصله سال‌های ۱۳۹۹ تا ۱۴۰۱ معاون هماهنگ‌کننده و رئیس ستاد سپاه صاحب‌الزمان اصفهان بود، از ۱۴۰۱ تا ۱۴۰۳ به‌عنوان جانشین فرمانده سپاه صاحب‌الزمان اصفهان فعالیت می‌کرد و از خردادماه ۱۴۰۳ فرمانده سپاه روح‌الله مرکزی است. او در سال ۱۴۰۱ درجه سرتیپ‌دومی دریافت کرد.